# 9721 Doty
9721 Doty este un asteroid din centura principală de asteroizi.

## Descriere
9721 Doty este un asteroid din centura principală de asteroizi. A fost descoperit pe 14 aprilie 1980 la Stația Anderson Mesa de Edward L. G. Bowell. El prezintă o orbită caracterizată de o semiaxă mare de 2,27 ua, o excentricitate de 0,10 și o înclinație de 8,3° în raport cu ecliptica.